# Abbazia di San Giusto a Tuscania
L'abbazia di San Giusto a Tuscania è un'abbazia cistercense posta nella valle del fiume Marta a circa 4 km a sud di Tuscania, provincia di Viterbo, Italia

## Storia
In tempi più antichi la valle del fiume Marta venne abitata da Etruschi e Romani, mentre il primo monastero attestato nel luogo fu una pieve benedettina (menzionata in alcuni documenti del secolo X) che venne abbandonata alla metà del secolo XII..
L'Abbazia cistercense di Fontevivo (vicino a Parma), figlia dell'abbazia madre di Clairvaux (Francia), inviò il 26 luglio 1146 un gruppo di monaci per insediarsi, data confermata dalle Decretali di Papa Onorio III (1216-1227). Il 2 aprile 1178 durante l'abbaziato dell'abate Donato, Papa Alessandro III (1159-1181) accordò considerevoli privilegi e protezione apostolica abbati monasterii Sancti Iusti prope Tuscanellam ordinis Cistercensis ("all'abate dell'abbazia cistercense di San Giusto vicino a Tuscania").
Successivamente, le relazioni tra San Giusto e Fontevivo s'inasprirono, e il Capitolo Generale dell'Ordine cistercense condannò l'abate di San Giusto per irregolarità. La condanna venne ripetuta nel Capitolo Generale del 1202, quando l'abate di San Giusto venne deposto per presunte mancanze nella disciplina monastica.
In seguito, San Giusto venne posto sotto il controllo prima dell'abbazia cistercense di Casamari e poi di S. Anastasio, abate di Aquas Salvias, meglio nota come l'abbazia delle Tre Fontane, da una Bolla pontificia (1255) di Papa Alessandro IV (1254-1261).
In quest'epoca, e fino al XIV secolo, San Giusto sembra avere ancora abati, fino a quando l'abbazia venne definitivamente soppressa nel 1460; successivamente i suoi edifici caddero in rovina.

Il complesso fotografato nel 1970 da Paolo Monti, prima del restauro
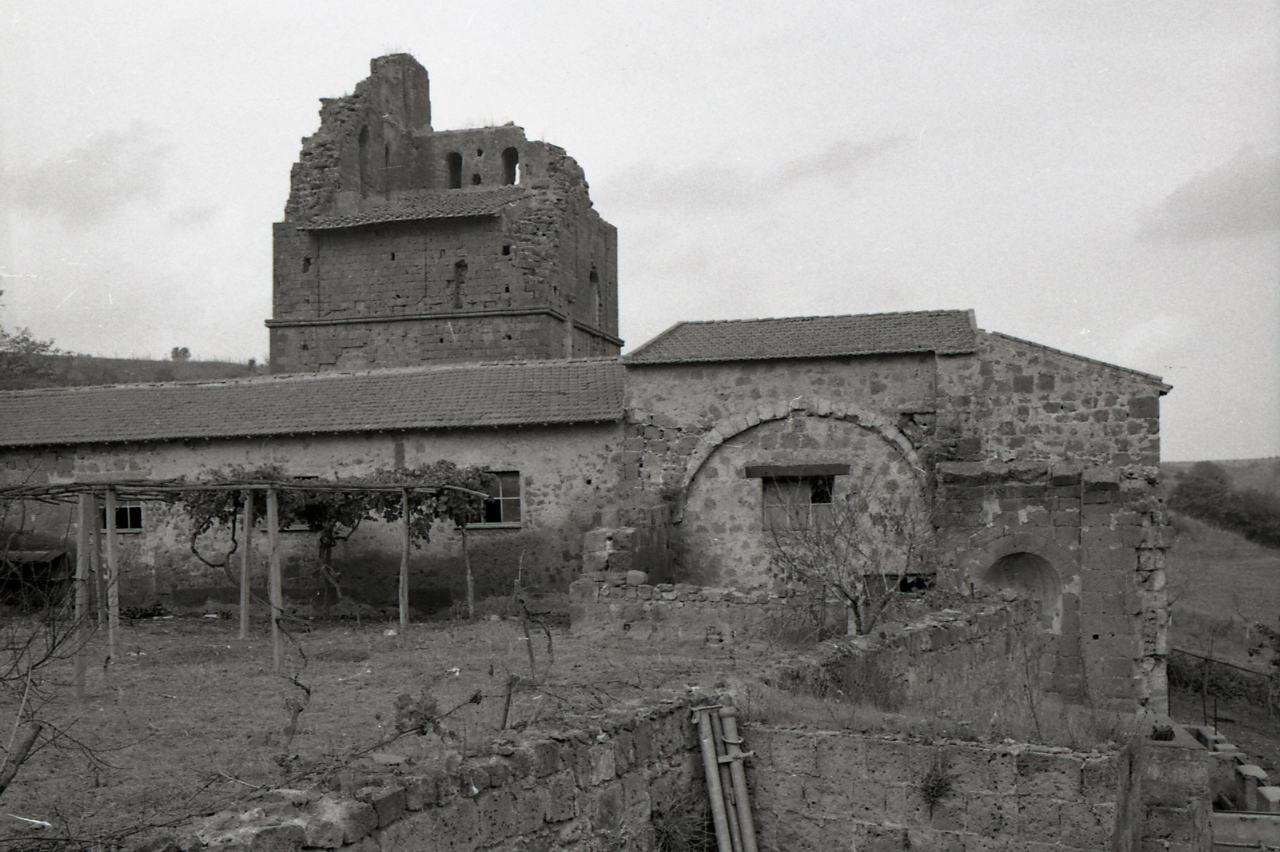
Esterno
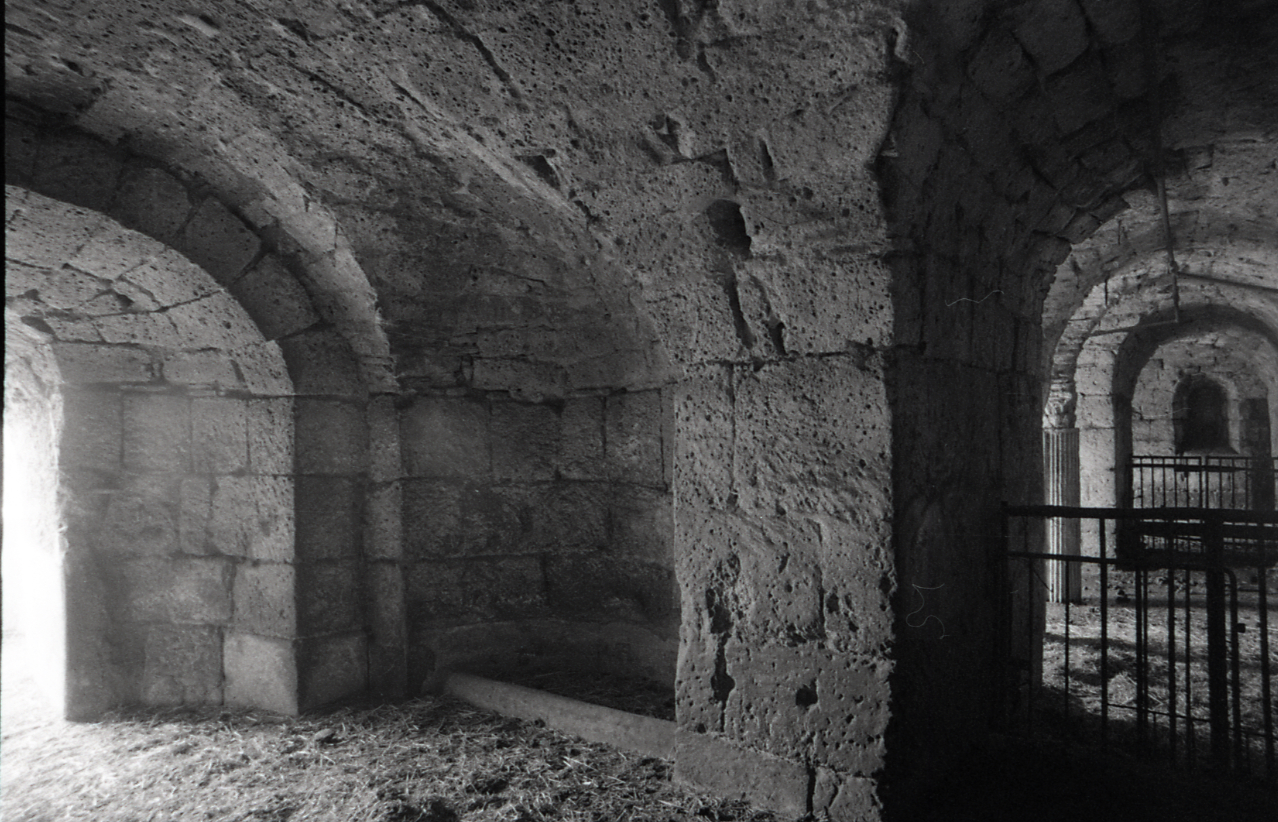
Interno

### Restauro
Alla metà degli anni novanta Mauro Checcoli, ingegnere bolognese e campione olimpico, comprò l'abbazia da un pastore. Dopo un lungo lavoro di ricostruzione archeologica e filologica, ha restaurato il monastero riportandolo all'antico splendore.

## Architettura
Dal punto di vista architettonico, San Giusto è un tipico monastero cistercense della metà del XII secolo, con chiesa, torre, chiostro, sala capitolare, parlatorio, scriptorium, refettorio, cellarium, e due dormitori per i monaci e i conversi , per circa 20-24 monaci e 20-24 conversi.
La chiesa è oggi divisa in tre sezioni: un presbiterio per i monaci vicino all'altare, una sezione intermedia per i conversi, e una terza sezione, vicina al portale, per gli ospiti, i pellegrini e i malati.
Sono stati rinvenute nella chiesa le tracce di un edificio più antico, probabilmente la pieve benedettina prima citata, su cui è stata costruita la chiesa cistercense; gli scavi archeologici hanno evidenziato anche due grandi fornaci per la fusione delle campane della torre, oggi coperte da cristalli, nel pavimento.
Il portale della chiesa porta l'iscrizione in marmo: Rainerius levita et monach(us) hoc opus fieri iussit temporibus domini Alberici humilis abbatis ("Il diacono e monaco Rainerio ha ordinato che si costruisse quest'opera al tempo del signore Alberico, umile abate").

## Uso corrente
Oggi, presso l'abbazia, si trova un Bed & Breakfast e presso i locali dell'antico monastero vengono realizzati eventi, seminari e matrimoni. La famiglia Checcoli gestisce un'azienda agricola biologica che produce oli essenziali di lavanda e di elicriso, raccolti dai campi situati lungo la valle del Marta.